# Alysia Reiner
Alysia Reiner, née le 21 juillet 1970 à Gainesville en Floride, est une actrice, scénariste et productrice de télévision et de cinéma américaine.
Après un grand nombre d'apparitions à la télévision et de figuration ou rôles secondaires au cinéma, elle se fait connaître, auprès du grand public, grâce au rôle de Natalie Figueroa dans la série Netflix plébiscitée, Orange Is the New Black (2013-2019).
Cette exposition lui permet de jouer des rôles réguliers dans d'autres séries telles que Murder (2014-2015), Better Things (2016-2019) et The Deuce (2018-2019).

## Biographie

### Jeunesse et formation
Elle est diplômée du Vassar College et a étudié le théâtre à la British American Drama Academy et au National Theatre Institute au Eugene O'Neill Theater Center.

### Carrière

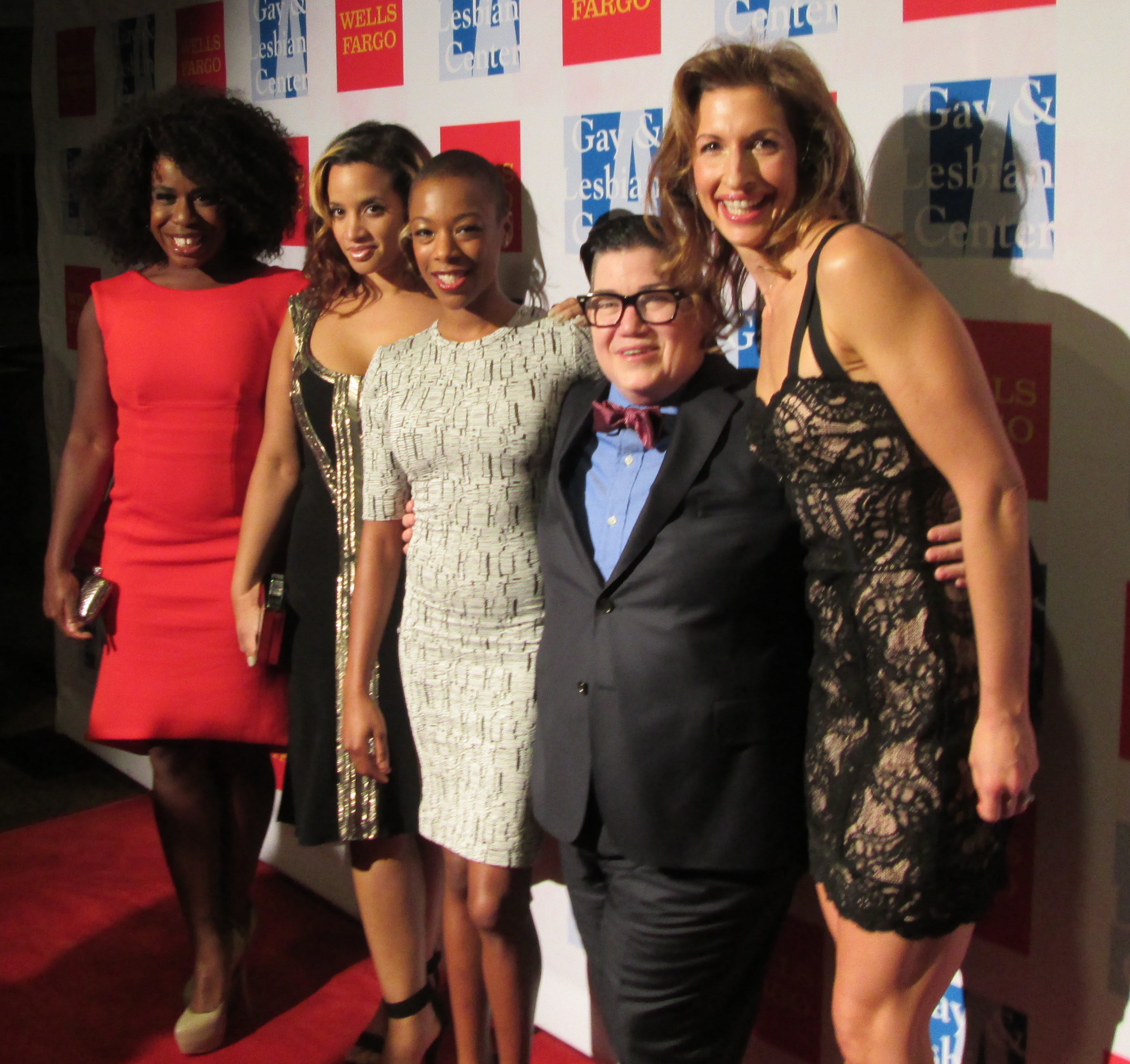
Avec quelques membres du casting dOrange Is the New Black, Uzo Aduba, Dascha Polanco, Samira Wiley et Lea DeLaria, en 2013.

En 2013, elle obtient le rôle qui la révèle auprès du grand public, celui de Natalie Figueroa dans la série Orange Is the New Black,.
Il s'agit de l'une  des deux premières séries produites par Netflix avec House of Cards, elle rencontre un succès important, elle est l'une des séries les plus plébiscitées par le public et la critique de ces dernières années. Elle a, par exemple, remporté des prix lors de la cérémonie des Screen Actors Guild Awards et lors des Emmy Awards (l'équivalent des Oscars pour la télévision). La série est considérée comme un show peu conventionnel qui libère les clichés sur les femmes et l'univers carcéral.
Entre 2014 et 2015, elle joue dans quelques épisodes de la saison 1 de Murder. Entre-temps, elle lance sa société de production Broad Street Pictures afin de produire des films qui mettent en avant des femmes fortes. Et elle intègre la distribution récurrente de Better Things, une série comique créée par Pamela Adlon et Louis C.K. et diffusée sur la chaîne FX.
En 2016, elle joue et produit le drame Equity du studio Sony Pictures qui est présenté au Festival du film de Sundance et reçoit de bonnes critiques. Elle continue de jouer de nombreux rôles en tant que guest-star dans des séries comme Rosewood, Blacklist et d'autres.
En 2018, elle rejoint la distribution récurrente de la série dramatique The Deuce. Elle officie également en tant que productrice du film indépendant Egg, réalisé par Marianna Palka, qui est présenté au Festival du film de Tribeca. Elle y joue aux côtés de Christina Hendricks et Anna Camp.

### Vie privée

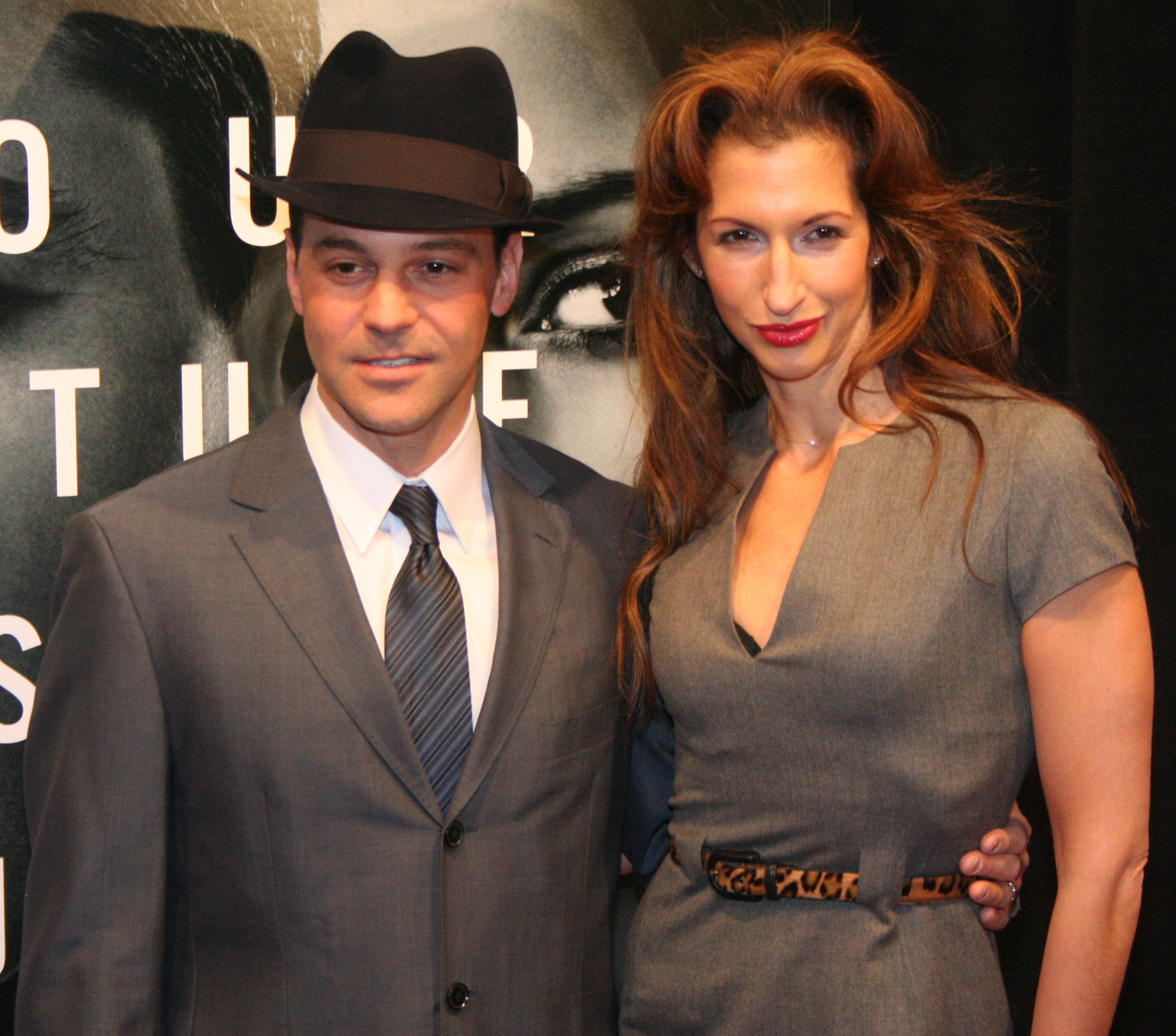
Avec son époux, David Alan Basche, lors de l'avant-première du film L'Agence, en février 2011 à New York.

Elle est juive. Depuis 1997, elle est mariée à l'acteur David Alan Basche. Le couple a une fille, Livia, née le 5 décembre 2008.
Elle est impliquée dans de nombreux organismes de bienfaisance, à but non lucratif, comme The Cancer Support Community, Actors for Autism, PEN International, l'association SAY, Safe Kids Worldwide, The Young Women's Leadership Network, Amnesty International et Cool Effect,.

## Filmographie

### Cinéma

#### Longs métrages
- 1999 : The Stand-In de Roberto Monticello : L'infirmière du soap opera
- 2000 : Trust Dance de Michael Walsh : Tammy
- 2000 : Little Pieces de Montel Williams : La directrice de casting
- 2001 : La Tentation de Jessica de Charles Herman-Wurmfeld : Artiste de la galerie Schuller
- 2002 : Hourly Rates de Todd Portugal : Gail
- 2004 : Sideways de Alexander Payne : Christine Erganian
- 2005 : One Last Thing... de Alex Steyermark : Tai Uhlmann
- 2006 : A-List de Shira-Lee Shalit : La journaliste
- 2006 : The Narrow Gate de Laura Storm : Rachel
- 2007 : Arranged de Diane Crespo et Stefan C. Shaefer : Leah
- 2007 : Schooled de Brooks Elms : Mrs. Luna Hill
- 2008 : The Peppermint Tree de Jud Meyers : Laura
- 2009 : The Vicious Kind de Lee Toland Krieger : Samantha
- 2012 : Backwards de Ben Hickernell : Meghan (également productrice associée)
- 2012 : Delivering the Goods de Matthew Bonifacio : Le nouveau chef cuisinier
- 2014 : Célibataires... ou presque de Tom Gormican : Amanda Silverman
- 2014 : Kelly & Cal de Jen McGowan : Trish
- 2014 : Fort Tilden de Sarah-Violet Bliss et Charles Rogers : La mère de Cobble Hill
- 2014 : Ruth et Alex de Richard Loncraine : La femme en leggings bleu
- 2014 : La Revanche des dragons verts d'Andrew Lau : La journaliste
- 2015 : Ava's Possessions de Jordan Galland : Noelle
- 2015 : Primrose Lane de Kathleen Davison : Theodocia
- 2015 : The Networker de John A. Gallagher : Beth
- 2015 : No Letting Go de Jonathan D. Bucari : Lisa
- 2015 : The Girl in the Book de Marya Cohn : La journaliste
- 2016 : Equity de Meera Menon : Samantha Ryan (également productrice et scénariste)
- 2017 : Shine de Anthony Nardolillo : Linda Tanner
- 2017 : School Spirits de Allison Eckert : Canaldi
- 2018 : Egg de Marianna Palka : Tina (également productrice)
- 2018 : The Pages de Joe Chappelle : Conseillère de la sécurité nationale

#### Courts métrages
- 2004 : The Three Body Problem de Tamara Maloney : Nina
- 2006 : Cycle Unknown de Jessica Daniels : Marie
- 2009 : The Jacket de Matt Roshkow : Joan
- 2009 : Speed Grieving de Jessica Daniels : Malia (également productrice et scénariste)
- 2013 : King Theodore Live de Jase Miles-Perez : Jordyn
- 2014 : The Story of Milo & Annie de Harris Doran : Mercedes
- 2015 : Grace de Chris Ordal : Bridgitt (également productrice)

### Télévision

#### Séries télévisées
- 1999 : New York, police judiciaire : Gretchen Stewart (saison 10, épisode 9)
- 2000 : The Practice : Donnell et Associés : La journaliste (saison 4, épisode 17)
- 2000 : Associées pour la loi : Ms. Holland (saison 2, épisode 9)
- 2001 : Jack and Jill : L'hôtesse (saison 2, épisode 4)
- 2002 : Le Drew Carey Show : Sally (saison 7, épisode 24)
- 2002 : New York, unité spéciale : Cindy Kerber (saison 4, épisode 9)
- 2003 : New York, section criminelle : Leslie Hurst (saison 3, épisode 6)
- 2004 : The Jury : Dr. Ainsley Solomon (saison 1, épisode 7)
- 2006 : Les Soprano : Linda Vaughn (saison 6, épisode 5)
- 2006 : Love Monkey : Megan (saison 1, épisode 8)
- 2008 : Puppy Love : Jen
- 2008 : Starter Wife : Cindy (saison 1, épisodes 1 et 2)
- 2009 : 30 Rock : L'agent immobilier (saison 4, épisode 6)
- 2009 : FBI : Duo très spécial : Le manager (saison 1, épisode 7)
- 2009 : New York, section criminelle : Paula O'Keefe (saison 8, épisode 11)
- 2010 : New York, police judiciaire : Amy Felner (saison 20, épisode 22)
- 2010 : New York, section criminelle : Michelle Linden (saison 9, épisode 11)
- 2011 : Blue Bloods : Hannah (saison 1, épisode 19)
- 2012 : The Exes : Cindy (saison 2, épisode 9)
- 2013 - 2019 : Orange Is the New Black : Natalie Figueroa (rôle récurrent - 47 épisodes)
- 2014 : Hawaii 5-0 : Agent spécial Chapman (saison 5, épisode 4)
- 2014 - 2015 : Murder : Wendy Parks (saison 1, 4 épisodes)
- 2015 : Bones : Amelia Minchin (saison 10, épisode 17)
- 2016 : Unforgettable : Joyce Chen (saison 4, épisode 8)
- 2016 : Les Mystères de Laura : Liz Walters (saison 2, épisode 14)
- 2016 : Rosewood : Lilian Izikoff (saison 1, épisodes 11 et 14)
- 2016 : Masters of Sex : Anita (saison 4, épisode 1)
- 2016 : Search Party : Trina (saison 1, épisodes 2 et 5)
- 2016 - 2019 : Better Things : Sunny (rôle récurrent - 10 épisodes)
- 2017 : Odd Mom Out : Madame le procureur (saison 3, épisode 5)
- 2017 : Younger : Louise (saison 4, épisode 10)
- 2017 : The Other F Word : Dr. Lonquist (saison 2, épisode 5)
- 2018 : Blacklist : Le juge Sonia Fisher (saison 5, épisode 10)
- 2018 - 2019 : Butterbean's Café : Ms. Marmalady (voix - 14 épisodes)
- 2018 - 2019 : The Deuce : Kiki Rains (rôle récurrent - 10 épisodes)
- 2019 : The Fix : Athena
- 2019 : Les Wonder Choux : divers personnages (voix - 2 épisodes)

#### Téléfilms
- 1998 : An Englishman in New York de Matt Lipsey : Sam
- 2015 : Down Dog de Brad Silberling : Gabrielle

## Distinctions
Sauf indication contraire ou complémentaire, les informations mentionnées dans cette section proviennent de la base de données IMDb.

### Récompenses
- Long Island International Film Expo 2015 : meilleur court métrage pour Grace
- 21e cérémonie des Screen Actors Guild Awards 2015 : meilleure distribution pour une série télévisée comique dans Orange is the New Black
- Women's Image Network Awards 2016 : meilleure film écrit par une femme pour Equity

### Nominations
- SoHo International Film Festival 2015 : meilleur court métrage pour Grace
- World Music and Independent Film Festival 2015 : meilleure actrice dans un second rôle pour Primrose Lane